# Copa Intercontinental Sub-20 2024
La Copa Intercontinental Sub-20 2024 o Sub-20 Intercontinental 2024 fue la tercera edición del torneo de fútbol juvenil en formato de final única organizado por la CONMEBOL y la UEFA, que enfrentó al Flamengode Brasil como campeón de la Copa Libertadores Sub-20 2024 contra el Olympiakos F. C. de Grecia como campeón Sub-19 de la Liga Juvenil de la UEFA 2024. El partido se disputó en el Estadio de Maracaná el 24 de agosto de 2024 y Flamengo se consagró campeón al vencer 2-1 al equipo griego.
La tercera edición del torneo se llevó a cabo como parte del acuerdo entre la CONMEBOL y la UEFA. Esta competencia rinde homenaje a la histórica Copa Intercontinental de Clubes, la cual celebró su última edición en 2004.

## Historia
Es la tercera edición consecutiva de este torneo juvenil que así se consolida como una competencia internacional de primer nivel para los jugadores en proceso de formación. Organizada por la Conmebol y la UEFA en un marco de cooperación deportiva, fortalece la relación entre Europa y Sudamérica en las ramas masculina y femenina del fútbol y futsal, tanto a nivel juvenil como en la categoría mayor.

## Equipos participantes
| Equipo              | Vía de clasificación                           | Fecha de clasificación | Participaciones | Última participación | Mejor desempeño |
| ------------------- | ---------------------------------------------- | ---------------------- | --------------- | -------------------- | --------------- |
| Flamengo            | Campeón de la Copa Libertadores Sub-20 de 2024 | 17 de marzo de 2024    | Debutante       | Debutante            | Debutante       |
| Olympiacos S. F. P. | Campeón de la Liga Juvenil de la UEFA 2024     | 22 de abril de 2024    | Debutante       | Debutante            | Debutante       |

## Sede
La competencia se llevó a cabo en el Estadio de Maracaná, ubicado en la ciudad de Río de Janeiro, Brasil, donde el conjunto de Flamengo tuvo el papel de local. El partido registró una asistencia de 31 237 espectadores.
| Brasil                                  |          |
| Ciudad                                  | Estadio  |
| Río de Janeiro                          | Maracaná |
|                                         |          |
| Capacidad: 84 738 espectadores          |          |
| Final Copa Intercontinental Sub-20 2024 |          |

## Formato
El torneo se disputó a modalidad de partido único de 90 minutos, en caso de empate se pasaría directo a los tiros penales sin disponibilidad de jugar tiempo extra.

## Desarrollo
El Olympiacos abrió el marcador en el minuto 54 tras un disparo del centrocampista Argyrios Liatsikouras. Más tarde, en el minuto 73, el mediocampista Caio García sumó un gol para Flamengo, empatando así el marcador. Transcurridos los 90 minutos, el árbitro, Yender Herrera, añadiría 3 minutos. En el minuto 92, un disparo del delantero Felipe Teresa entraría en la red dándole la ventaja al Flamengo, y 3 minutos más tarde el árbitro daría por terminado el encuentro, marcando el partido como una victoria del Flamengo sobre el Olympiacos por 2-1.
Esta sería la primera vez que Flamengo ganaría el torneo y, a su vez, el primer triunfo de un equipo brasileño.

## Partido
| 23 de agosto de 2024 | Flamengo                              | 2:1 (0:0) | Olympiacos F.C.  | Estádio Maracaná, Río de Janeiro                                            |                                                                             |
|                      | Caio Garcia 73' · Felipe Teresa 90+2' | Reporte   | Liatsikouras 54' | Asistencia: 31 237 espectadores Árbitro(s): Yandel Herrera VAR: Carlos Orbe | Asistencia: 31 237 espectadores Árbitro(s): Yandel Herrera VAR: Carlos Orbe |

### Ficha
| Guardameta     | 1          | Dyogo Alves       |             |             |
| Defensa        | 2          | Daniel Sales      | 86'         |             |
| Defensa        | 3          | Iago              |             |             |
| Defensa        | 4          | João Victor       |             |             |
| Defensa        | 6          | Zé Welinton       | 61'         |             |
| Centrocampista | 5          | Rayan Lucas       |             |             |
| Centrocampista | 17         | João Alves        | 61'         |             |
| Centrocampista | 7          | Guilherme Gomes   | 65'         |             |
| Delantero      | 10         | Matheus Gonçalves |             |             |
| Delantero      | 9          | Wallace Yan       |             |             |
| Delantero      | 11         | Shola Ogundana    | 86'         |             |
| Entrenador     | Entrenador | Filipe Luís       | Filipe Luís | Filipe Luís |

| Guardameta     | 1          | Nikolaos Botis        |                       |                       |
| Defensa        | 24         | Antonis Dama          |                       |                       |
| Defensa        | 4          | Isidoros Koutsidis    |                       |                       |
| Defensa        | 21         | Vasilios Prekates     |                       |                       |
| Centrocampista | 6          | Argyrios Liatsikouras |                       |                       |
| Centrocampista | 23         | Theofanis Bakoulas    |                       |                       |
| Centrocampista | 8          | Christos Mouzakitis   |                       |                       |
| Centrocampista | 3          | Nektarios Alafakis    |                       |                       |
| Delantero      | 10         | Antonis Papakanellos  |                       |                       |
| Delantero      | 9          | Charalampos Kostoulas |                       |                       |
| Delantero      | 11         | Stavros Pnevmonidis   |                       |                       |
| Entrenador     | Entrenador | Sotiris Silaidopoulos | Sotiris Silaidopoulos | Sotiris Silaidopoulos |

| Guardameta     | 20 | Lucas Furtado |     |  |
| Guardameta     | 22 | Caio Barone   |     |  |
| Defensa        | 13 | Gusttavo      |     |  |
| Defensa        | 14 | Da Mata       | 86' |  |
| Defensa        | 15 | Carbone       |     |  |
| Defensa        | 23 | Lucyan        |     |  |
| Centrocampista | 8  | Caio Garcia   | 61' |  |
| Centrocampista | 16 | Jean Carlos   | 61' |  |
| Delantero      | 18 | Adriel        | 86' |  |
| Delantero      | 23 | Victor Silva  |     |  |
| Delantero      | 21 | Felipe Teresa | 65' |  |

| Guardameta     | 15 | Alexandros Exarchos   |  |  |
| Guardameta     | 28 | Georgios Kouraklis    |  |  |
| Defensa        | 2  | Georgios Koutsopoulos |  |  |
| Defensa        | 5  | Vasilios Karkatsalis  |  |  |
| Defensa        | 17 | Paraskevas Plionis    |  |  |
| Defensa        | 25 | Ilias Panagakos       |  |  |
| Defensa        | 26 | Giannis Rolakis       |  |  |
| Centrocampista | 7  | Konstantin Plish      |  |  |
| Centrocampista | 12 | Paschalis Toufakis    |  |  |
| Centrocampista | 18 | Christos Ligdas       |  |  |
| Centrocampista | 20 | Nikolaos Lolis        |  |  |
| Delantero      | 14 | Alexandros Tzamalis   |  |  |

| Anotado | 73'   | Caio Garcia   | 1:1 |
| Anotado | 90+2' | Felipe Teresa | 2:1 |

| Anotado | 54' | Argyrios Liatsikouras | 0−1 |

| Amonestado | 68' | Theofanis Bakoulas |

| Árbitro             | Yander Herrera     |
| Árbitros asistentes | Alberto Ponte      |
| Árbitros asistentes | Migdalia Rodríguez |
| Cuarto árbitro      | Bryan Loayza       |
| VAR                 | Carlos Orbe        |
| Adicionales VAR     | Mónica Amboya      |

| Guardameta     | 1          | Dyogo Alves       |             |             |
| Defensa        | 2          | Daniel Sales      | 86'         |             |
| Defensa        | 3          | Iago              |             |             |
| Defensa        | 4          | João Victor       |             |             |
| Defensa        | 6          | Zé Welinton       | 61'         |             |
| Centrocampista | 5          | Rayan Lucas       |             |             |
| Centrocampista | 17         | João Alves        | 61'         |             |
| Centrocampista | 7          | Guilherme Gomes   | 65'         |             |
| Delantero      | 10         | Matheus Gonçalves |             |             |
| Delantero      | 9          | Wallace Yan       |             |             |
| Delantero      | 11         | Shola Ogundana    | 86'         |             |
| Entrenador     | Entrenador | Filipe Luís       | Filipe Luís | Filipe Luís |

| Guardameta     | 1          | Nikolaos Botis        |                       |                       |
| Defensa        | 24         | Antonis Dama          |                       |                       |
| Defensa        | 4          | Isidoros Koutsidis    |                       |                       |
| Defensa        | 21         | Vasilios Prekates     |                       |                       |
| Centrocampista | 6          | Argyrios Liatsikouras |                       |                       |
| Centrocampista | 23         | Theofanis Bakoulas    |                       |                       |
| Centrocampista | 8          | Christos Mouzakitis   |                       |                       |
| Centrocampista | 3          | Nektarios Alafakis    |                       |                       |
| Delantero      | 10         | Antonis Papakanellos  |                       |                       |
| Delantero      | 9          | Charalampos Kostoulas |                       |                       |
| Delantero      | 11         | Stavros Pnevmonidis   |                       |                       |
| Entrenador     | Entrenador | Sotiris Silaidopoulos | Sotiris Silaidopoulos | Sotiris Silaidopoulos |

| Guardameta     | 20 | Lucas Furtado |     |  |
| Guardameta     | 22 | Caio Barone   |     |  |
| Defensa        | 13 | Gusttavo      |     |  |
| Defensa        | 14 | Da Mata       | 86' |  |
| Defensa        | 15 | Carbone       |     |  |
| Defensa        | 23 | Lucyan        |     |  |
| Centrocampista | 8  | Caio Garcia   | 61' |  |
| Centrocampista | 16 | Jean Carlos   | 61' |  |
| Delantero      | 18 | Adriel        | 86' |  |
| Delantero      | 23 | Victor Silva  |     |  |
| Delantero      | 21 | Felipe Teresa | 65' |  |

| Guardameta     | 15 | Alexandros Exarchos   |  |  |
| Guardameta     | 28 | Georgios Kouraklis    |  |  |
| Defensa        | 2  | Georgios Koutsopoulos |  |  |
| Defensa        | 5  | Vasilios Karkatsalis  |  |  |
| Defensa        | 17 | Paraskevas Plionis    |  |  |
| Defensa        | 25 | Ilias Panagakos       |  |  |
| Defensa        | 26 | Giannis Rolakis       |  |  |
| Centrocampista | 7  | Konstantin Plish      |  |  |
| Centrocampista | 12 | Paschalis Toufakis    |  |  |
| Centrocampista | 18 | Christos Ligdas       |  |  |
| Centrocampista | 20 | Nikolaos Lolis        |  |  |
| Delantero      | 14 | Alexandros Tzamalis   |  |  |

| Anotado | 73'   | Caio Garcia   | 1:1 |
| Anotado | 90+2' | Felipe Teresa | 2:1 |

| Anotado | 54' | Argyrios Liatsikouras | 0−1 |

| Amonestado | 68' | Theofanis Bakoulas |

| Árbitro             | Yander Herrera     |
| Árbitros asistentes | Alberto Ponte      |
| Árbitros asistentes | Migdalia Rodríguez |
| Cuarto árbitro      | Bryan Loayza       |
| VAR                 | Carlos Orbe        |
| Adicionales VAR     | Mónica Amboya      |

|                              |
| Bandera de Brasil            |
| Campeón Flamengo 1.er título |